# کلاغ ابلق
کلاغ ابلق (نام علمی: Corvus cornix) پرنده‌ای از خانوادهٔ کلاغیان و بومی شمال، شرق و جنوب شرق اروپا و خاورمیانه است. این پرنده از نظر ریخت‌شناسی و رفتار شباهت بسیاری با کلاغ لاشه (Corvus corone) دارد و در گذشته زیرگونه‌ای از آن پنداشته می‌شد. مهمترین مشخصهٔ ظاهری این کلاغ رنگ خاکستری پشت و شکم آن است.
از کلاغ ابلق چهار زیرگونه شناخته شده که یکی از آن‌ها، کلاغ میان‌رودان (بومی جنوب غرب ایران و جنوب عراق) را برخی گونه‌ای مستقل می‌دانند.
کلاغ ابلق همه‌چیزخوار است و بخش بزرگی از غذای خود را با لاشه‌خواری فراهم می‌کند.
این پرنده بیشتر تنها یا جفتی زندگی می‌کند ولی در نقاطی که خوراکش فراوان است در گروه‌های بزرگ دیده می‌شود.
طول بدن کلاغ ابلق ۴۸ تا ۵۲ سانتی‌متر است و صدای «قار قار» آن شباهت زیادی به کلاغ لاشه و کلاغ سیاه دارد.

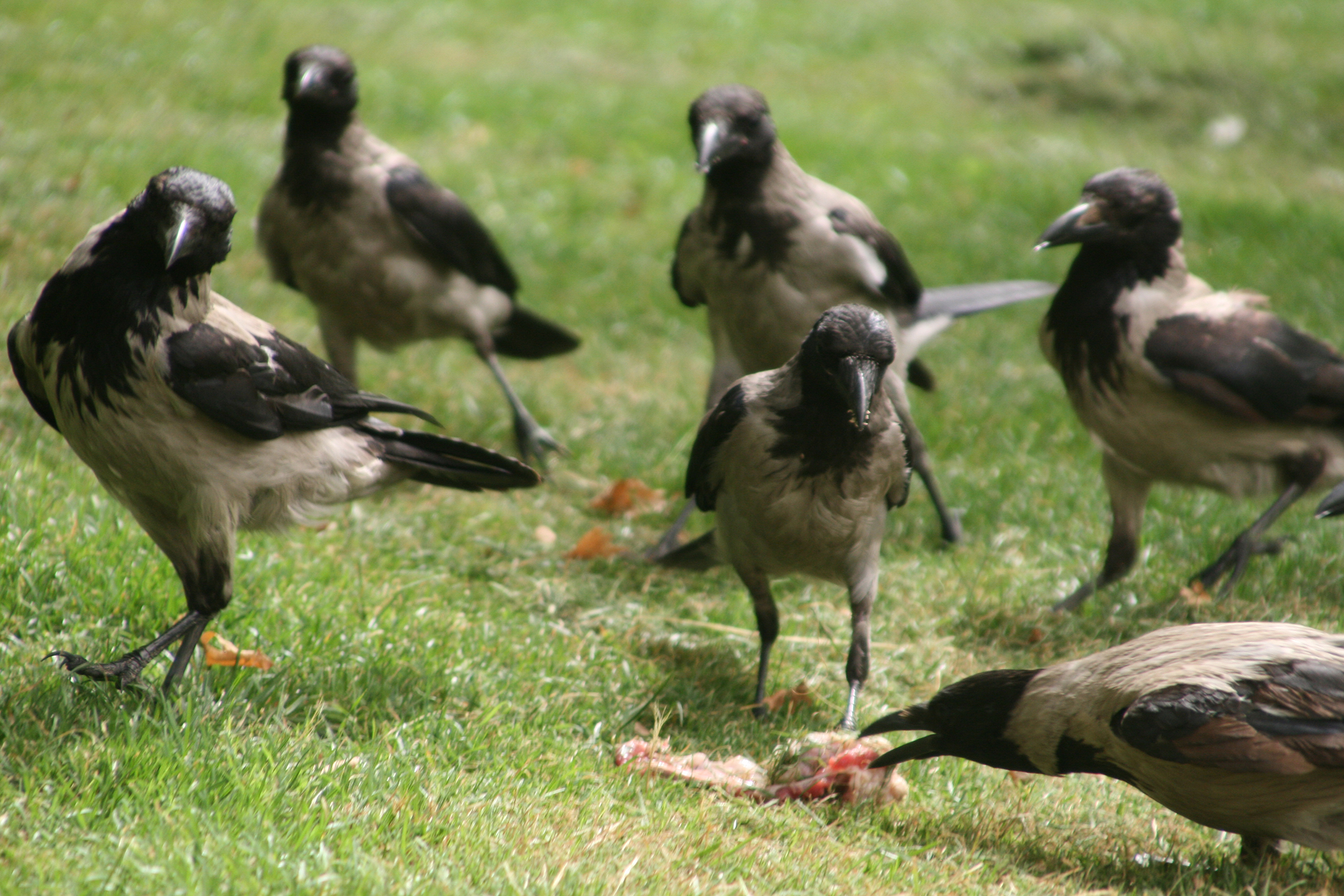
یک دسته کلاغ ابلق در پارک لاله

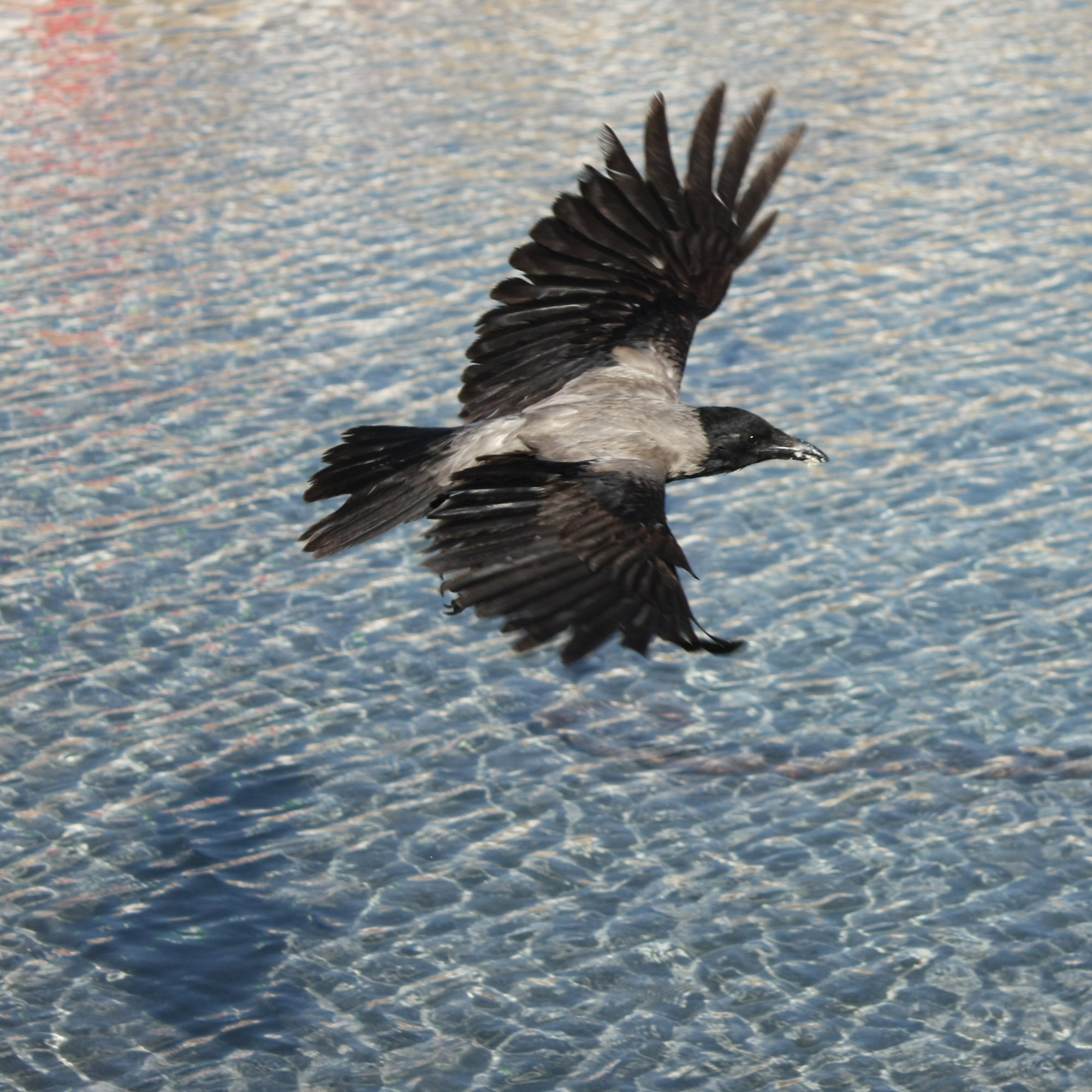
در پرواز

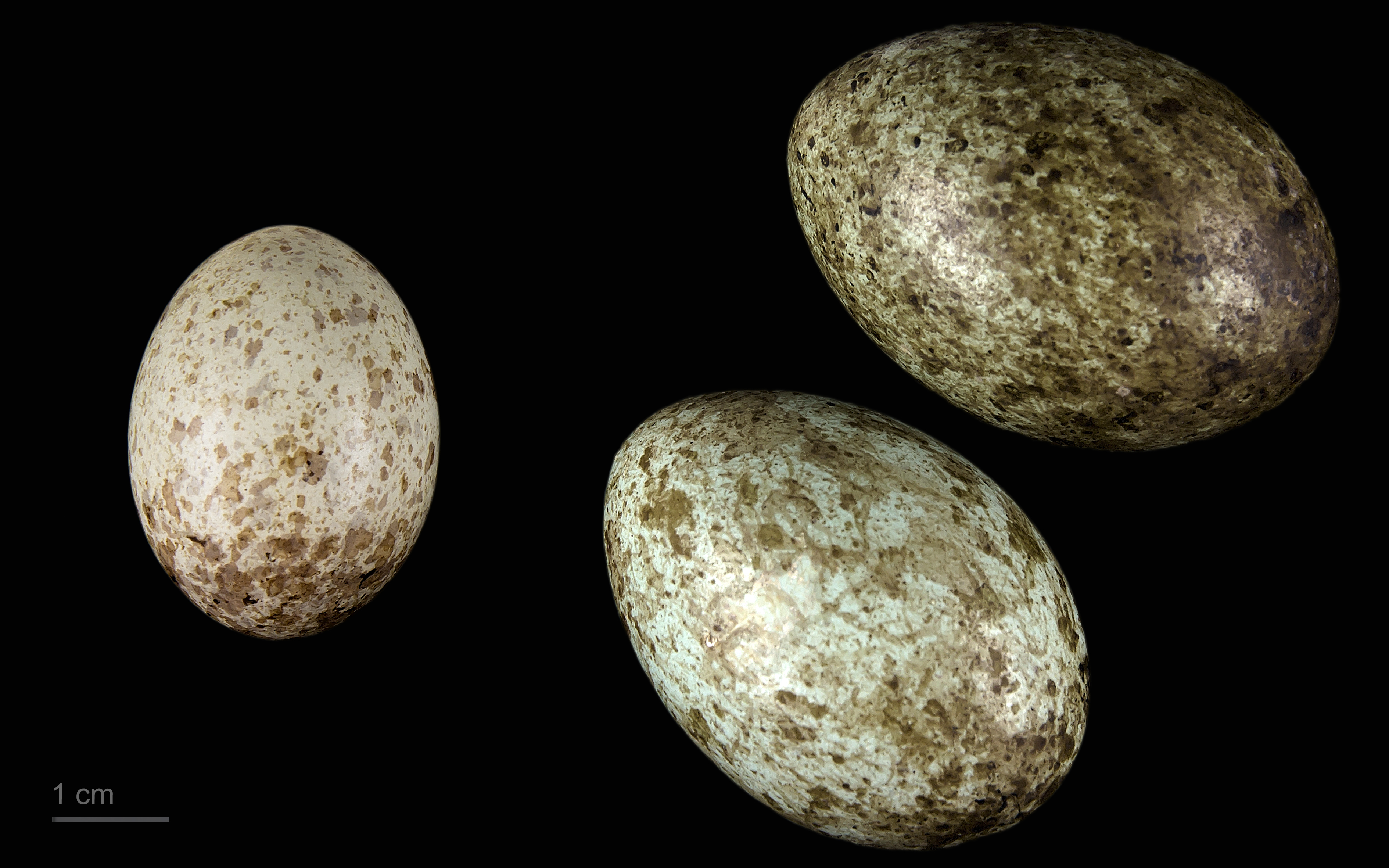
Clamator glandarius + Corvus cornix